# Teoría de las creaciones sucesivas

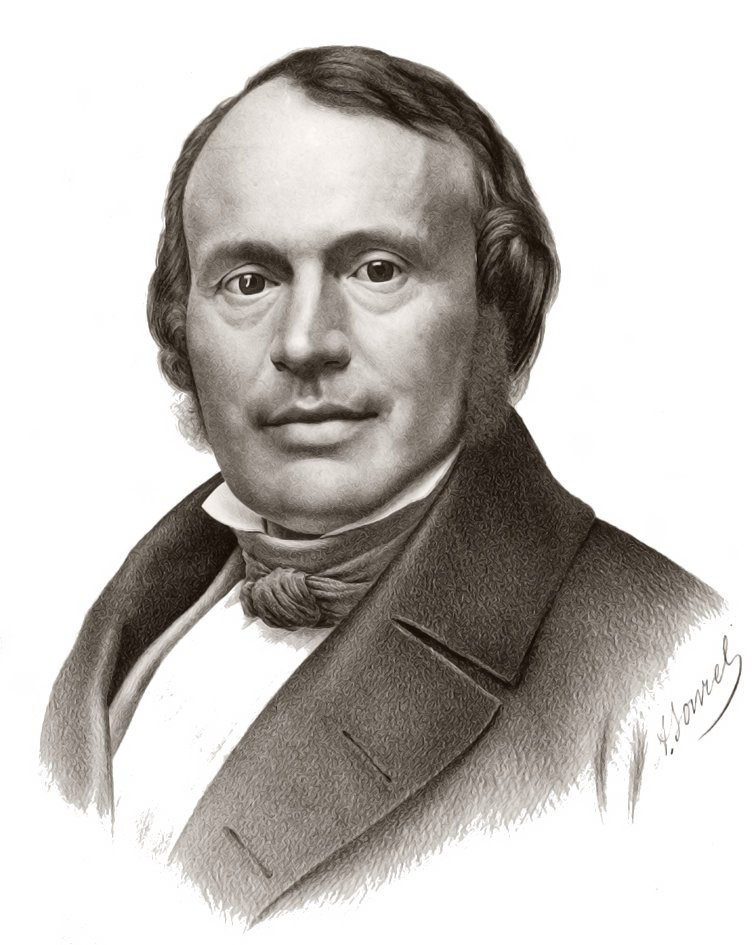
Louis Agassiz, principal representante de la Teoría de las creaciones sucesivas.

La teoría de las creaciones sucesivas fue una teoría decimonónica normalmente asociada al catastrofismo que trató de dar cuenta de la aparición brusca en el registro fósil de nuevas especies. Según esta teoría, la Tierra habría estado poblada por toda una sucesión de flora y fauna independientes entre sí, producto de una serie de actos creadores (se llegaron a contabilizar 27) seguidos de aniquilaciones catastróficas. Para algunos autores, como Lyell, las nuevas especies pertenecían al mismo nivel que las especies a las que reemplazaban, mientras que para otros, como William Buckland, Sedgwick, Hugh Miller o Agassiz, las nuevas creaciones pertenecían a un nivel superior de organización. A lo largo del siglo XIX los sucesivos descubrimientos paleontológicos hicieron innegable tanto la extinción como la aparición de nuevas especies. El fijismo resultaba, pues, científicamente inaceptable, y la teoría de las creaciones sucesivas se formuló como la nueva hipótesis que hacía compatible la evidencia paleontológica con el creacionismo. Aunque a menudo se atribuye a Georges Cuvier la autoría de esta teoría, en realidad el naturalista francés atribuyó a las migraciones los saltos en el registro fósil. Fue Louis Agassiz, uno de los principales opositores al evolucionismo darwinista, el principal representante de esta teoría. El geólogo y paleontólogo alemán Heinrich Georg Bronn fue otro de los grandes defensores de la teoría de las creaciones sucesivas, aunque, a diferencia de Agassiz y como seguidor de Lyell, lo hizo en un marco gradualista.

### Obra citada
- Balan, Bernard (1979). L'ordre et le temps. L'anatomie comparée et l'histoire des vivants au XIXème siècle. Paris: Vrin. ISBN.
- Mayr, Ernst (1992), Una larga controversia: Darwin y el darwinismo, Santos Casado de Otaola (trad.), Crítica, pp. 48-49, ISBN 978-84-8432-254-2.